# 讓·科南·班尼
讓·科南·班尼（法語：Jean Konan Banny，1929年7月14日—2018年5月27日）是科特迪瓦律師、科特迪瓦民主黨政治人物。他是科特迪瓦前總理夏爾·科南·班尼的兄弟。
班尼自1960年象牙海岸獨立到1963年間擔任科特迪瓦國防部長，1963年，他因參與總統費利克斯·烏弗埃-博瓦尼的「黑貓陰謀」而被捕、受審並被判處死刑。
班尼被逮捕後，國防部長一職由庫阿迪奧·姆巴伊亞·布萊接任。他的部長任期持續了17年多，直至1981年班尼再度被任命為國防部長。軍隊對班尼遭逮感到不滿，將軍在他被捕後發起騷亂，烏弗埃-博瓦尼不得不親自干預並鎮壓軍隊。
班尼從小就認識烏弗埃-博瓦尼，並於1967年被赦免並釋放。他邀請班尼擔任亞穆蘇克羅市長，但烏弗埃-博瓦尼的繼任者亨利·科南·貝迪埃任命班尼為首都駐地部長。駐地部長是象牙海岸民主黨長老委員會的成員，該委員會由大約100名長老組成。
他也領導了Société Fruitière du Bandama，一家主要生產和出口鳳梨果汁的公司。該公司於1983年創造了廣受歡迎的飲料Cristelor。它被描述為「delice d'ananas petillant」，法語中意為「鳳梨氣泡酒」，通常被稱為「菠蘿香檳」。班尼稱該點子源於以鳳梨釀酒，而該產品以其孫女克里斯特爾命名。

### 引用
1. 1 2 3 4 5 6 7  Kpatindé, Francis. . Jeune Afrique. 1999-05-11  [2008-07-31].[永久]
2. ↑  .   [2018-05-28]. （原始内容存档于2018-06-25）.
3. ↑  . AllAfrica. 2005-12-06  [2008-08-05].
4. ↑  . Library of Congress Country Studies.   [2008-08-05].
5. ↑  Cyril K. Daddieh.  3. Rowman & Littlefield Publishers. 2016: 320-321. ISBN 978-0810871861 （英语）.
6. ↑  Le Vine, p. 211.
7. 1 2 3  May, Clifford D. . New York Times. 1984-03-18  [2008-08-05].

### 書目
- Le Vine, Victor T. . Boulder: Lynne Rienner Publishers. 2004. ISBN 1-58826-249-9. OCLC 54372166.